# Victory Plaza
Victory Plaza es un complejo de dos torres situado en el Distrito de Tianhe, Cantón, China. La torre A de Victory Plaza tiene 52 plantas y la torre B 36. La construcción de Victory Plaza finalizó en 2007.

## Ocupantes
All Nippon Airways opera su Oficina de Cantón en la torre A. Se situaba previamente en CITIC Plaza.